# Against the Seasons: Cold Winter Songs from the Dead Summer Heat
Against the Seasons: Cold Winter Songs from the Dead Summer Heat es el primer álbum y único EP de la banda de black metal/doom metal Woods of Ypres. Fue grabado en agosto de 2002 en Spectre Sound Studios en Tecumseh, Ontario. Es el único álbum de Woods of Ypres en el que participan los miembros fundadores Brian McManus y Aaron Palmer. También es el único CD en el que David Gold no es el vocalista ni guitarrista.
Este álbum fue remasterizado por el productor y el entonces bajista Dan Hulse en 2005 y se volvió a publicar con una ilustración nueva ese mismo verano. Una edición limitada del álbum en casete se publicó ese mismo año a través de Night Bird Records. Todo el álbum (a excepción de "Awaiting the Inevitable") fue posteriormente republicado como parte de Independent Nature 2002-2007, el recopilatorio de Woods of Ypres publicado en 2009.

## Lista de canciones
1. Intro: The Shams of Optimism (3:01)
2. Crossing the 45th Parallel (6:47)
3. The Sea of Immeasurable Loss (7:07)
4. A Meeting Place and Time (8:47)
5. Awaiting the Inevitable (4:56)

## Créditos
- Brian McManus – vocales, guitarra
- Aaron Palmer – vocales, bajo
- David Gold – batería